# Caniçada e Soengas
Caniçada e Soengas (oficialmente: União das Freguesias de Caniçada e Soengas) é uma freguesia portuguesa do município de Vieira do Minho, com 8,99 km² de área e 517 habitantes (censo de 2021). A sua densidade populacional é 57,5 hab./km².

## História
Foi criada aquando da reorganização administrativa de 2012/2013, resultando da agregação das antigas freguesias de Caniçada e Soengas. 
Esta agregação acabou com uma das particularidades do concelho de Vieira do Minho: o facto de até aí ter tido uma das poucas freguesias portuguesas territorialmente descontínuas (Caniçada).

Antigas freguesias que deram origem à União das Freguesias de Caniçada e Soengas (Vieira do Minho).

## Demografia
A população registada nos censos foi:
| Distribuição da População por Grupos Etários | Distribuição da População por Grupos Etários | Distribuição da População por Grupos Etários | Distribuição da População por Grupos Etários | Distribuição da População por Grupos Etários | Distribuição da População por Grupos Etários |
| -------------------------------------------- | -------------------------------------------- | -------------------------------------------- | -------------------------------------------- | -------------------------------------------- | -------------------------------------------- |
| Antes da agregação                           |                                              |                                              |                                              |                                              |                                              |
| Ano                                          | 0-14 anos                                    | 15-24 anos                                   | 25-64 anos                                   | >= 65 anos                                   | Total                                        |
| 2001                                         | 107                                          | 100                                          | 292                                          | 108                                          | 607                                          |
| 2011                                         | 89                                           | 79                                           | 303                                          | 132                                          | 603                                          |
| Após a agregação                             |                                              |                                              |                                              |                                              |                                              |
| Ano                                          | 0-14 anos                                    | 15-24 anos                                   | 25-64 anos                                   | >= 65 anos                                   | Total                                        |
| 2021                                         | 46                                           | 63                                           | 253                                          | 155                                          | 517                                          |